# This Is the Life (chanson d'Amy Macdonald)
Pour les articles homonymes, voir This Is the Life.
Singles de Amy Macdonald
L.A.
(2007) Run
(2008)
Pistes de This Is the Life
Mr. Rock and Roll Poison Prince
This Is the Life est une chanson de style indie pop de la chanteuse écossaise Amy Macdonald, elle est issue de l'album éponyme.
C'est au lendemain d'un concert de Pete Doherty, qu'elle composa cette chanson qui fut son plus grand succès.

## Classements
| Classement                              | Meilleure position |
| --------------------------------------- | ------------------ |
| Allemagne (Media Control AG)            | 2                  |
| Autriche (Ö3 Austria Top 40)            | 1                  |
| Belgique (Flandre Ultratop 50 Singles)  | 1                  |
| Belgique (Wallonie Ultratop 50 Singles) | 1                  |
| Danemark (Tracklisten)                  | 8                  |
| Espagne (PROMUSICAE)                    | 3                  |
| France (SNEP)                           | 2                  |
| Italie (FIMI)                           | 2                  |
| Norvège (VG-lista)                      | 1                  |
| Pays-Bas (Single Top 100)               | 1                  |
| Royaume-Uni (UK Singles Chart)          | 28                 |
| Suède (Sverigetopplistan)               | 3                  |
| Suisse (Schweizer Hitparade)            | 2                  |

## Adaptations étrangères
Le duo belge Sugarfree (nl) a chanté une adaptation en néerlandais, intitulée De wind fluistert jouw naam, parue en 2011.

La chanteuse française Eloïz en a fait une adaptation en français intitulée C'est ça la vie.